# 小笠原義時
小笠原 義時（おがさわら よしとき）は、日本の武将。通称は玄蕃允（げんばのじょう）。法名は意正。

## 概要
清広流遠江小笠原氏の武将として徳川家康に仕えた。第一次高天神城の戦いの結果、高天神城を率いた小笠原氏助は武田勝頼に帰順することになるが、義時は残った一族らとともに引き続き家康に付き従った。以降は家康に命じられ、高天神城攻略を目指す大須賀康高を補佐していた。

## 来歴

### 生い立ち
戦国武将である小笠原清広の長男として生まれた。清広は清和源氏義光流小笠原支流の流れを汲んでおり、遠江小笠原氏の当主家より分家して別家を興している。一方、義時の母については詳細は伝わっておらず、『寬政重脩諸家譜』7輯には「母は某氏」とだけ記されている。

### 武将として

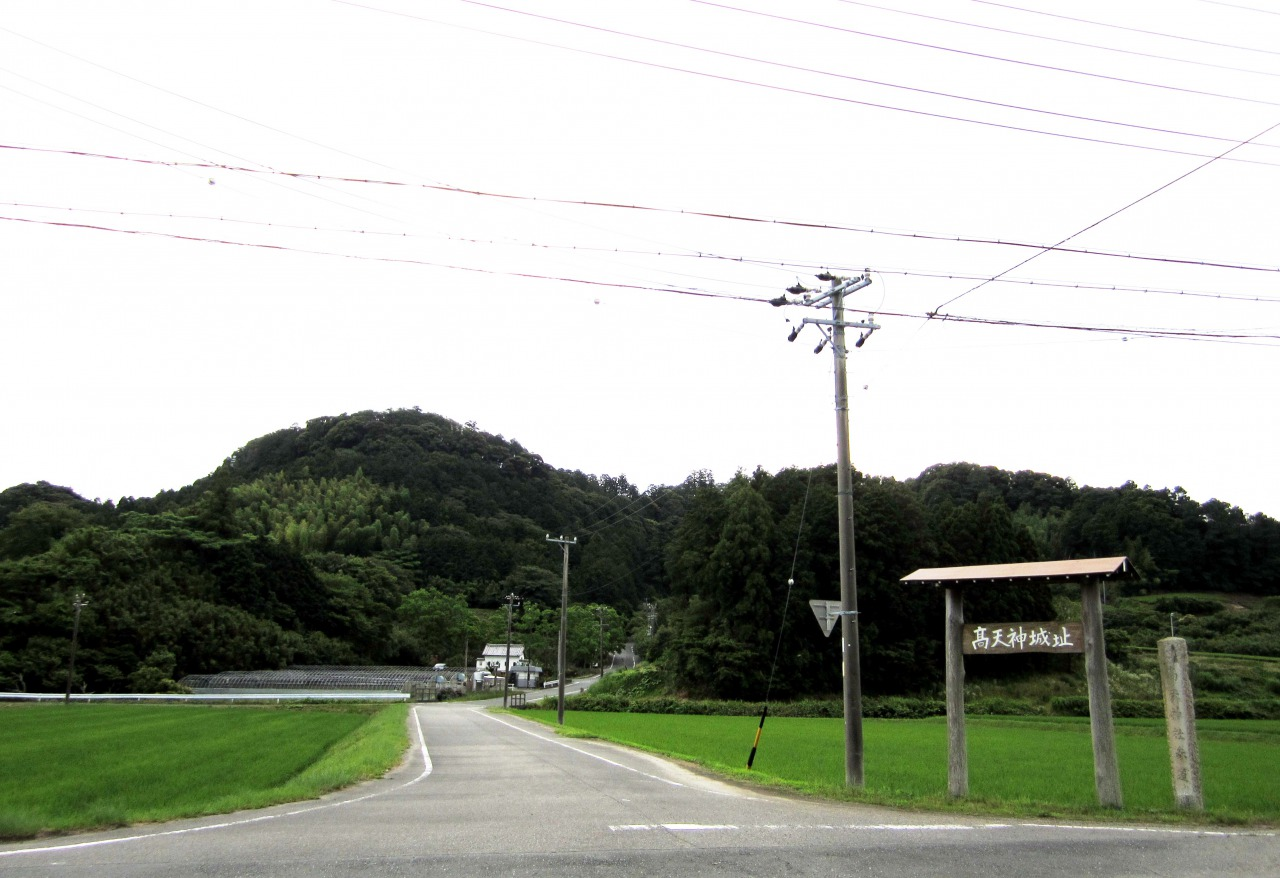
高天神城の遠景

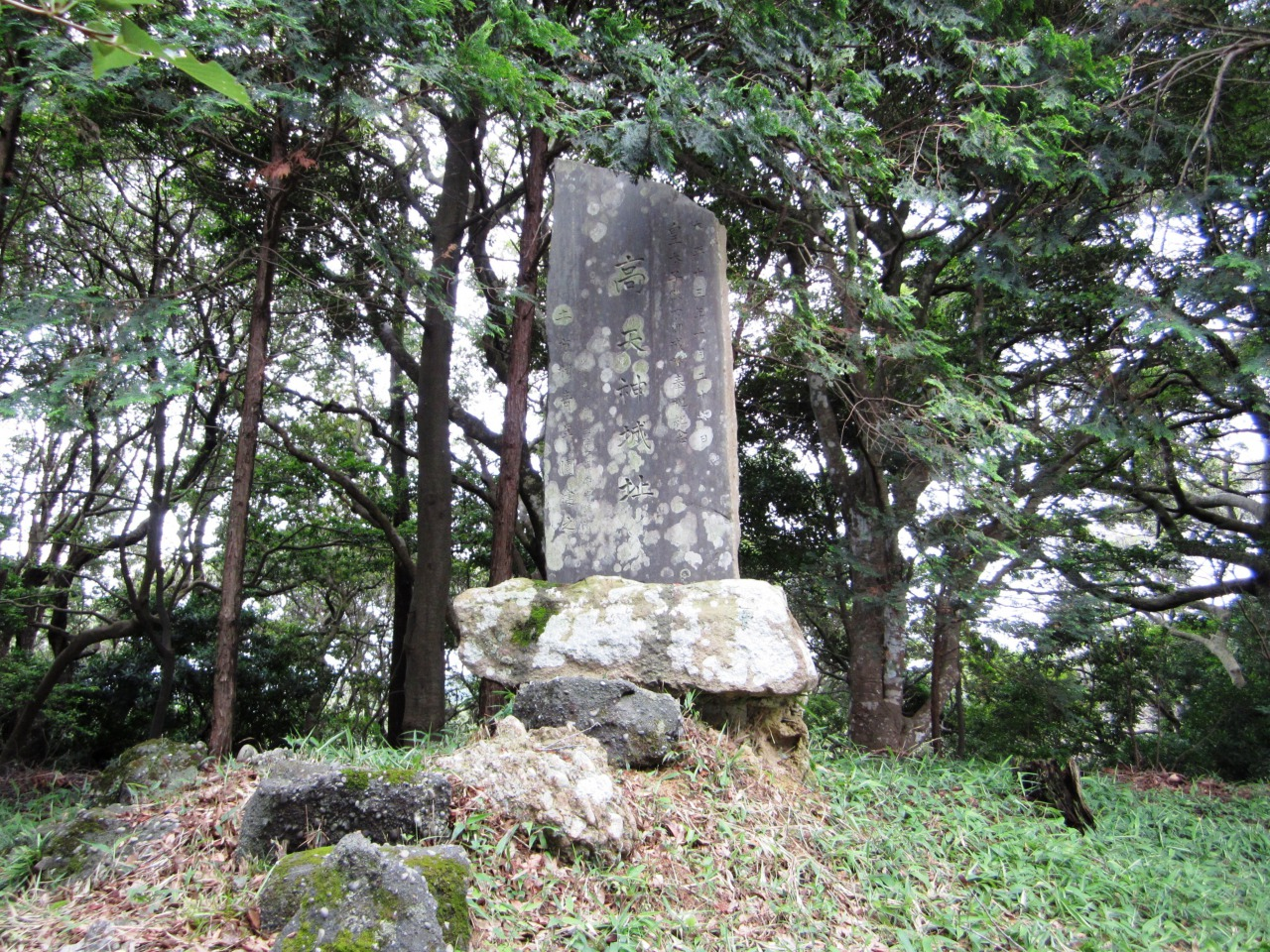
『高天神城址』の碑

1574年（天正2年）、武田勝頼の軍勢が徳川家康方の高天神城を攻撃し、第一次高天神城の戦いが勃発する。義時の従兄である小笠原氏助は高天神城の城主であり、浜松城の家康に援軍を要請し、小笠原清広を浜松城に人質として差し出すまでに至った。ところが家康は援軍を送らず、その間に武田勢は廓を次々と陥落させていった。小笠原麾下の武将も次々と戦死するに至り、氏助は高天神城の将兵の命を救うため開城することを決意した。勝頼は高天神城の将兵を全て助命したうえで、武田方に降伏する者は召し抱え、徳川方への帰還を望む者には退去を許すという寛大な処置を講じた。氏助は武田方に帰順して信興と改名し、そのまま高天神城を任されることになった。一方、義時は徳川方につくことにし、1574年（天正2年5月）に息子である小笠原良忠ら一族とともに浜松城に向かい、人質となっていた清広とともに家康に仕えることになった。
その後、大須賀康高が徳川家康により高天神城攻略の先手を命ぜられた。それに伴い、義時は1576年1月（天正3年12月10日）に御書を与えられ、馬伏塚城に入って康高を補佐し周辺地理を案内するよう命じられた。のちに一族とともに康高を補佐し、横須賀城に移った。
1617年4月17日（元和3年3月12日）に死去した。遺骸は意正院に葬られた。

## 人物
仏教に帰依しており、法名を「意正」といった。遠江国城東郡佐束郷小貫村にて意正院を創建し、その開基となっている。なお、義時の息子である小笠原良忠の墓も意正院に建立されている。後年になって供養塔が整備された。
仮名としての通称は「玄蕃允」であった。

## 家族・親族
義時の父である小笠原清広は、遠江小笠原氏の当主である小笠原春義の三男として生まれ、のちに分家して別家を興した。義時は清広より家督を継ぎ、この清広流遠江小笠原氏の2代目当主となる。義時の妹は小笠原清有の妻となった。義時の弟の小笠原興康は武将であり、第一次高天神城の戦い後は義時とともに徳川家康に従い、のちに徳川頼宣に付けられた。義時の末弟は僧侶となり、一条院に住した。ただし名前は伝わっておらず、『寬政重脩諸家譜』7輯には「某」とだけ記されている。義時の長男の小笠原良忠は、義時の家督を継いで清広流遠江小笠原氏の3代目当主となるが、1200石にまで加増されたのち、徳川頼宣に付けられることになった。義時の二男である小笠原清次は、小笠原清有の養子となっている。義時の娘のうち一人は紀州徳川家の家臣である大石家に嫁ぎ、もう一人は同じく紀州徳川家の家臣である久野家に嫁いでいる。その後の清広流遠江小笠原氏の歴代当主は紀州徳川家の家臣を務めてきた。義時の来孫である小笠原政登は清広流遠江小笠原氏の7代目当主となるが、徳川吉宗の征夷大将軍就任に伴い幕臣となっている。
- 父：小笠原清広 - 戦国武将[2]
- 母：某氏[2]
- 妹：小笠原清有妻[1] - 戦国武将の妻[1][7]
- 弟：小笠原興康 - 戦国武将[1]、紀州徳川家家臣[1]
- 弟：某 - 僧侶[1]
- 長男：小笠原良忠[3] - 戦国武将[1]、紀州徳川家家臣[1]
- 娘：大石新次郎某妻 - 紀州徳川家家臣の妻[1]
- 娘：久野源左衛門某妻 - 紀州徳川家家臣の妻[1]
- 二男：小笠原清次[7] - 戦国武将[7]、紀州徳川家家臣[7]

### 註釈
1. ↑  今日では新字体で「寛政重修諸家譜」と表記するのが一般的であるが、1923年に発行された國民圖書の『寬政重脩諸家譜』7輯では「寬政重脩諸家譜」[5]との表記を用いているため、同書に関する記述はそれに倣った。

## 関連人物
- 大須賀康高
- 徳川家康